# Syster (roman)
Syster är en roman av Bengt Ohlsson, utgiven 2009 på Albert Bonniers förlag.
Romanen är skriven från barnets perspektiv, vilket Bengt Ohlsson tidigare gjort i Se till mig som liten är och senare även i Kolka, som utkom året efter Syster.

## Handling
Huvudpersonen i romanen är Marjorie, en tioårig flicka vars storasyster Miriam har försvunnit spårlöst. Polisen söker efter henne utan framgång och två veckor efter försvinnandet får Marjorie flytta till sin faster Ilse som bor i ett stort hus vid havet. Det framgår aldrig i vilket land eller i vilken tid romanen utspelar sig, vilket bidrar till känslan av saga/surrealism som blir påtaglig i slutet.
Marjorie oroar sig inte särskilt mycket över systerns försvinnande, men förstår att omgivningen förväntar sig att hon ska oroa sig. Snarare funderar hon över vad som ska hända med hennes familj, som är “Världens roligaste familj”, framför allt pappan och Marjorie själv. Författaren hade tänkt kalla romanen för just “Världens roligaste familj”, men så blev det alltså inte.
Fastern Ilse berättar historier för Marjorie, både sanningar och sagor. Om Marjories pappa och om hur han var som barn. Vad som är sant och vad som är påhittat vet inte Marjorie alltid. Genom historierna och den långvariga avskildheten från familjen börjar hon se på dem, och sig själv, på ett delvis annat sätt. Det blir mer och mer tydligt att Miriam troligen aldrig kommer att hittas.
Romanen är till en början realistisk men blir efterhand mer och mer surrealistisk vilket man som läsare skickligt dras in i och i slutet förstår man, och accepterar, att systern har förvandlats till en katt.